# Josefa López González
Josefa López González (Santiago, 9 de junio de 2005) es una atleta velocista chilena y seleccionada del Comité Paralímpico de Chile.

### Biografía
Nació en Santiago, en la Clínica Juan Pablo Segundo. Durante el proceso de parto sufrió una parálisis braquial obstétrica (PBO), una lesión mecánica que afecta el plexo braquial, la estructura de nervios localizada en la base del cuello y la fosa axilar que controla el movimiento y la sensibilidad del brazo, lo que le quitó la movilidad del brazo izquierdo.
Recibió una cirugía para tratar su lesión a los 6 años y asistió al Centro de Rehabilitación Teletón hasta los 10 años.
Estudió en el Colegio Mayor y en Chilean Eagles College.
Su interés por el deporte comenzó desde muy temprana edad, a pesar de los diagnósticos médicos que sostenían que ese camino era difícil. Desde los 6 años practicó gimnasia rítmica y artística. Debido a su lesión, no pudo continuar, ya que no existe la gimnasia adaptada a nivel paralímpico. Posteriormente, a los 11 años, se dedicó al atletismo y comenzó su carrera de velocista.
Es representante nacional de atletismo en 100, 200 y 400 metros.

### Carrera deportiva
En juegos nacionales ha obtenido medallas de plata y bronce.
A los 14 años debutó en los Juegos Parapanamericanos de Lima 2019, donde alcanzó su récord en los 400 metros con 1 minuto, 4 segundos y 42 centésimas y clasificó a la final de Santiago 2023.
En noviembre de 2021 participó de los Juegos Parapanamericanos Juveniles de Bogotá.
En los Juegos Parapanamericanos 2023 obtuvo el quinto lugar en la final de salto largo clase T47 damas, con una marca de 4.87 metros. En los 400 metros, con 18 años, alcanzó su mejor marca con 01 minuto, 03 segundos y 71 centésimas.
En 2024 participó en el Grand Pix Paralímpico de Italia, donde obtuvo el segundo y tercer lugar y una medalla de bronce. Su registro fue de 1 minuto, 4 segundos y 60 centésimas.